# Dermatopsoides kasougae
Dermatopsoides kasougae är en fiskart som först beskrevs av Smith, 1943.  Dermatopsoides kasougae ingår i släktet Dermatopsoides och familjen Bythitidae. Inga underarter finns listade i Catalogue of Life.